# 石田正継
石田 正継（いしだ まさつぐ）は、戦国時代から安土桃山時代にかけての武将。石田三成の父。嫡子は正澄。

## 名前
「正継（正繼）」の他に、諱や通称には諸説ある。『古今武家盛衰記』『霊牌日鑑』『諸家興廢記』『武者物語』『翁草』には、「藤左衛門為成」とあり、『志士清談』には「左吾左衛門」、『震澤山舊時記』には「太郎右衛門」、『関ヶ原軍記大成』には「原淸成入道圓濟（原清成、円済）」とあるが、一次史料に近い、多賀神社文書・伊波太岐神社文書に「正継」とあるので、これが通説とされている。
また『寛政重脩諸家譜』などでは、佐和山城落城で死亡した人物として石田晴成を挙げているが、これも正継か正澄をさしたものである。

## 略歴
出自は、近江国坂田郡石田村出身の地侍、または京極氏の被官とする説がある。父は石田為広（為厚・仲成とも）で、その法名は前陸奥入道清心といわれるが、詳細については諸説あり不明である。
『霊牌日鑑』では「大職冠鎌足公の長男従三位右大臣淡海公の子孫」つまり藤原姓を称していて、初代の石田判官為久が木曾義仲を討ったときの功績で源頼朝より伊豆国に3千町を賜り、三浦氏流蘆名氏の一族に属したが、三浦氏の衰退で諸国を放浪し、江州山屋（石田村）に住した。4代の石田孫太郎義遠が足利尊氏に属して功あって近江国高島郡石田庄を賜った地頭の家であるとしている。しかし『極楽寺系図』『相馬藩石田系図』など江戸時代の諸系図ではこれを否定して、桓武平氏の子孫を自称する平姓となっており、一般的には石田氏は平姓とされる。
正継は、学問の志が深く､才文武を兼ね､学は和漢を通じ､『万葉集』をひもとき､和歌を詠ずる風流心があったという才人で、醒ヶ井の松尾寺から60巻の書籍を借り読破し､三成にも読ませようとしたという。
三成が豊臣秀吉に仕えると、天正14年（1586年）から16年、三成が堺の奉行となったときに、正継もその代官として三成を補佐した。
堺の甘露山大阿弥陀経寺は、文亀2年（1502年）に八万貫屋宗徳・妙徳より塩風呂を寄進されて以来、治療に用いられて栄えていたが、天正16年、代官の正継は、この濫用を止めさせ、寺院の乱れを正し、入浴の方法や休日などを定めた。この塩風呂には秀吉も入浴して持病平癒したので、諸役免除の朱印が与えられている。
文禄4年（1595年）、三成が佐和山城主に封ぜられると、正継も近江国内で300石を食み、常に城にあって、以後は城代として三成留守時の政令を掌った。京極家の木材伐採における諍いの沙汰、百姓の共有地の保護、神社仏閣・経典の保存に尽力した。佐和山領､江北の蔵入地の支配は三成に代わって､その任務を行った｡この地方に残っている民政の古文書は三成よりも正継の名の方が多い。
朝鮮出兵では、楠木正虎と共に肥前名護屋城にあって帳簿関係を担当した。
刺髪して初め入道円斎を号し、さらに梅巌道圍（ばいがんどうい）居士を号した。
慶長5年（1600年）の関ヶ原の戦いでは西軍に与し、佐和山城の本丸を2,800人で守備した。関ヶ原で西軍が敗れると東軍の1万5,000人が城に押し寄せたが、小早川秀秋らの猛攻に半日抵抗して家臣の多くを脱出させた後、18日に正澄と共に自刃して果てた。介錯人は外甥にあたる土田成久であったという。
墓所は妙心寺の塔頭・壽聖院で、右上の肖像画も当寺の所蔵である。（大阪市立美術館寄託）　土佐派の粉本類に本作によく似た紙形（下絵）があることから、筆者は同時代に活躍した土佐光吉かその周辺の絵師だと推測され、平成24年（2012年）に重要文化財に指定された。